# Lijst van aardbevingen in 2009
De aardbevingen in 2009 hebben in totaal bijna 1800 levens gekost. De dodelijkste was die bij Sumatra op 30 september, met 1115 doden. De krachtigste was die in Samoa, met 8,1 op de schaal van Richter.

## Tabel
| Plaats  | Kracht | Datum        | Doden |
| ------- | ------ | ------------ | ----- |
| Samoa   | 8,1    | 29 september | 189   |
| Vanuatu | 7,8    | 7 oktober    | 0     |
| Sumatra | 7,6    | 30 september | 1115  |
| Vanuatu | 7,6    | 7 oktober    | 0     |
| Tonga   | 7,6    | 19 maart     | 0     |

## Maandelijks overzicht

### Januari
- 4 - Aardbevingen in Papua, Indonesië van 7,6 en 7,4 op de schaal van Richter.
- 8 - Aardbeving in Costa Rica van 6,2 op de schaal van Richter.
- 15 - Aardbeving ten oosten van de Koerilen van 7,4 op de schaal van Richter.

### Februari
- 11 - Aardbeving bij de Talaudeilanden in Indonesië van 7,2 op de schaal van Richter.
- 19 - Aardbeving bij de Kermadeceilanden van 7,0 op de schaal van Richter.

### Maart
- 19 - Aardbeving in Tonga van 7,6 op de schaal van Richter.

### April
- 6 - Aardbeving in L'Aquila (Italië), met een kracht van 6,3 op de schaal van Richter. Er vielen 295 doden en talloze historische gebouwen werden vernield.

### Mei
- 23 - Aardbeving in Honduras van 7,3 op de schaal van Richter.

### Juli
- 15 - Aardbeving bij het Zuidereiland, Nieuw-Zeeland van 7,8 op de schaal van Richter.

### Augustus
- 9 - Aardbeving bij de Izu-eilanden van 7,1 op de schaal van Richter.
- 11 - Aardbeving bij de Andamanen van 7,5 op de schaal van Richter.
- 16 - Aardbeving bij Sumatra van 6,7 op de schaal van Richter.

### September
- 2 - Aardbeving bij Java van 7,0 op de schaal van Richter.
- 29 - Aardbeving in Saomoa, 8,1 op de schaal van Richter.
- 30 - Aardbeving bij Sumatra, 7,6 op de schaal van Richter, 1115 doden.

### Oktober
- 7 - Drie aardbevingen in Vanuatu van 7,6, 7,8 en 7,4 op de schaal van Richter.

### November
- 9 - Aardbeving in Fiji van 7,3 op de schaal van Richter.

1950 ·
1951 ·
1952 ·
1953 ·
1954 ·
1955 ·
1956 ·
1957 ·
1958 ·
1959 ·
1960 ·
1961 ·
1962 ·
1963 ·
1964 ·
1965 ·
1966 ·
1967 ·
1968 ·
1969 ·
1970 ·
1971 ·
1972 ·
1973 ·
1974 ·
1975 ·
1976 ·
1977 ·
1978 ·
1979 ·
1980 ·
1981 ·
1982 ·
1983 ·
1984 ·
1985 ·
1986 ·
1987 ·
1988 ·
1989 ·
1990 ·
1991 ·
1992 ·
1993 ·
1994 ·
1995 ·
1996 ·
1997 ·
1998 ·
1999 ·
2000 ·
2001 ·
2002 ·
2003 ·
2004 ·
2005 ·
2006 ·
2007 ·
2008 ·
2009 ·
2010 ·
2011 ·
2012 ·
2013